# Municipio de Lotts Creek (condado de Kossuth)
El municipio de Lotts Creek (en inglés: Lotts Creek Township) es un municipio ubicado en el condado de Kossuth en el estado estadounidense de Iowa. En el año 2010 tenía una población de 207 habitantes y una densidad poblacional de 2,26 personas por km².

## Geografía
El municipio de Lotts Creek se encuentra ubicado en las coordenadas 43°7′33″N 94°23′1″O / 43.12583, -94.38361. Según la Oficina del Censo de los Estados Unidos, el municipio tiene una superficie total de 91.64 km², de la cual 91,64 km² corresponden a tierra firme y (0 %) 0 km² es agua.

## Demografía
Según el censo de 2010, había 207 personas residiendo en el municipio de Lotts Creek. La densidad de población era de 2,26 hab./km². De los 207 habitantes, el municipio de Lotts Creek estaba compuesto por el 96,62 % blancos, el 0,48 % eran asiáticos, el 0,97 % eran de otras razas y el 1,93 % eran de una mezcla de razas. Del total de la población el 0,97 % eran hispanos o latinos de cualquier raza.